# Новосельдинский
Новосельдинский — посёлок в городском округе Ульяновск в Ульяновской области России. Входит в Ленинский район. 

## География
Располагается на левом берегу Свияги в 7 км к западу от центра Ульяновска.

## История
Указом Президиума Верховного Совета РСФСР от 19 августа 1983 года населённому пункту, возникшему на территории Карлинского сельсовета Ульяновского района Ульяновской области, присвоено наименование — посёлок Новосельдинский.
13 июля 2004 года принят Закон Ульяновской области 043/ЗО «О муниципальных образованиях Ульяновской области», по которому посёлок Новосельдинский вошёл в состав городского округа Ульяновск.

## Население
| 2010 |
| ---- |
| 558  |

## Транспорт
Автомобильный и железнодорожный транспорт.
Проходит Сельдинское шоссе. Остановка общественного транспорта «Новосельдинский».
В пешей доступности железнодорожная платформа 192 километр железнодорожной линии Ульяновск-Буинск.